# Ligue du Gothard
Pour les articles homonymes, voir Ligue.
La Ligue du Gothard est un mouvement de la société civile suisse constitué en 1940 dans le contexte de la Seconde Guerre mondiale, afin de combattre le défaitisme et la propagande nazie à un moment où la Suisse était encerclée par les armées triomphantes et ouvertement agressives des puissances de l’Axe.

## Contexte
Lorsque, dès 1940, l’armée allemande conduit plusieurs campagnes victorieuses conduisant à l’effondrement de la Pologne puis de la France, la Suisse est empruntée. Alors que l’armistice entre la France et l’Allemagne est signé le 22 juin 1940, les divisions blindées allemandes sont massées le long des frontières et l’invasion allemande de la Suisse déjà préparée par les Allemands (et dont le nom de code est opération Tannenbaum), semble plus que probable.
Les Allemands exigent même des excuses pour les avions abattus par les Suisses alors qu’ils violaient l’espace aérien suisse. Le Conseil fédéral (gouvernement suisse), par la voix de son ministre Pilet-Golaz, dans un discours du 25 juin 1940, révèle une position ambiguë des autorités, prônant « l'adaptation (au) rythme des événements », une « démobilisation partielle et graduelle de notre armée », un « redressement indispensable dans tous les domaines » - spirituel et matériel, économique et politique – qui « exigera de puissants efforts, (de) douloureux renoncements (et de) durs sacrifices », un régime plus autoritaire pour la Suisse et, pour l’Europe, enfin « un nouvel équilibre, très différent de l’ancien ». La tonalité du discours est pétainiste et religieuse, ce qui lui vaudra le surnom de « sermon ». Certains termes de la traduction ou plutôt de l’adaptation allemande de ce discours se rapprochent de la terminologie nationale-socialiste.
Une partie de l’opinion suisse est favorable à la soumission. Le parti pro-allemand s’appuie sur la communauté allemande résidente en Suisse, forte de 30 000 personnes, sur les services de l’Ambassade et des consulats d’Allemagne et sur les « fronts » d’extrême-droite qui fusionnent en juin 1940 pour former le Mouvement national suisse. Les craintes soulevées en Suisse par son attitude d'une ambiguïté calculée allaient être confirmées et aggravées ultérieurement lorsqu'il recevra les « frontistes » au sein même du palais fédéral en septembre 1940.

## Histoire

### Fondation de la Ligue du Gothard
Craignant que le défaitisme et les effets de la propagande nazie ne conduisent le gouvernement fédéral à faire allégeance à l’Allemagne et à abandonner les valeurs démocratiques traditionnelles de la Suisse, dont le fédéralisme, un groupe de jeunes adultes se réunit derrière Denis de Rougemont et le professeur Theophil Spoerri. Ceux-ci fondent la « Ligue du Gothard » le 30 juin 1940.
Le 22 juillet, un « appel au Peuple suisse » rédigé par Denis de Rougemont paraît dans la presse suisse pour susciter l’adhésion à la ligne « patriotique » incarnée par la Ligue du Gothard. Outre de Rougemont et Spoerri, les autres signataires de ce manifeste sont : Walther Allgöwer (de), qui était à l’époque instructeur militaire et deviendra ultérieurement une personnalité politique du Parti radical-démocratique (PRD) ; Robert Eibel (de), qui évoluera vers le mouvement libéral-national du Redressement national (RN) ; Christian Gasser du mouvement libéral « Ligue des Non-Subventionnés » ; René Leyvraz, syndicaliste chrétien et social-démocrate ; Philippe Mottu du Réarmement moral ; Paul Schäfer, également membre du Réarmement moral ; Heinrich Schnyder, un cadre de la Migros.
Ce groupe est bientôt rejoint par le syndicaliste Charles-F. Ducommun et par Julien Lescaze, responsable de communication au sein du CICR, qui tous deux deviennent des ambassadeurs très efficaces de la Ligue du Gothard.
Parmi les soutiens les plus notables de la Ligue du Gothard, on trouve Gottlieb Duttweiler, fondateur de la Migros, le théologien protestant Emil Brunner, l’historien conservateur Gonzague de Reynold et le psychologue et philosophe socialiste Philippe Müller.
Les différences d’opinion entre Denis de Rougemont et Gonzague de Reynold ne tardent pas à créer de sérieuses difficultés qui enlèvent beaucoup de cohérence à la communication de la Ligue. Le départ précipité de Denis de Rougemont pour un exil de cinq ans aux États-Unis cause probablement un déséquilibre en faveur de la tendance la plus conservatrice au sein de la Ligue.
Néanmoins, le lancement de la Ligue du Gothard, facilité par un don généreux de 50 000 francs suisses, est un événement majeur. Pas moins de 74 journaux publient le premier appel de la Ligue et cette publication est suivie de nombreuses autres durant les dix jours suivants, y compris un appel signé du professeur zurichois Theophil Spoerri, un leader du Réarmement moral en Suisse, qui vient été élu à la tête du comité directeur de la Ligue de Gothard.

### Idées
Les principes exposés par Denis de Rougemont dans le manifeste de dix pages intitulé Qu'est-ce que la Ligue du Gothard ? sont d’une part une neutralité active et d’autre part la fidélité aux valeurs fondamentales de la Suisse afin de résister « à tout prix » aux totalitarismes. Il ajoute que les moyens d’action immédiats relèvent entièrement de l’expression publique de ses membres. Il appelle fortement à la défense militaire du « réduit national » autour du massif du Saint-Gothard – telle que voulue par le Général Guisan –, à la collecte du renseignement, à une série de réformes économiques et sociales et à une « combat contre le défaitisme et la propagande fallacieuse ».
Ce plaidoyer en faveur de la défense militaire du pays est complètement en ligne avec la stratégie du Général Guisan. Le 25 juillet 1940, le Général Guisan prononce un discours historique devant l’ensemble du corps des officiers de l’Armée suisses réunis sur la prairie du Grütli, un lieu hautement symbolique, site de l’acte fondateur de la Confédération suisse en 1291. Il a pris toutes les dispositions pour que la Suisse puisse résister à l’invasion allemande et pour qu’il n’y ait aucune possibilité de capitulation ; les citoyens suisses ont même reçu pour instruction de ne pas tenir compte d’un éventuelle annonce de capitulation sur les ondes de la radio nationale car elle serait soit extorquée sous la menace soit une manœuvre de propagande ennemie. Ce n’est guère une surprise puisque tant Denis de Rougemont que Philippe Mottu travaillent pour la section Armée et foyer à l’État-major de l’armée suisse, un service de propagande interne que le Général Guisan a fortement développé tout au long des années de guerre.
Mais la Ligue du Gothard va progressivement évoluer vers des structures inspirées de l’ancien régime. L’assemblée représentant les cantons va par exemple s’appeler la Diète.
Dans ce même esprit conservateur, la Ligue du Gothard décide en novembre 1940 de fonder ses principes sur le christianisme : « La Ligue du Gothard considère que des campagnes d'excitation antisémites ou antimaçonniques ne sont pas désirables. Elle croit que les traditions chrétiennes de notre pays continueront à être la base de notre vie politique et que, dans la politique future, la plus grande franchise et la plus grande clarté devront être observées. Ces principes étant reconnus, les personnes auxquelles les traditions chrétiennes sont étrangères ou qui font partie d'organisations soumises à des influences secrètes ou étrangères ne peuvent pas être admises dans la Ligue du Gothard »,.

### Premiers développements
Au travers de conférences de presse, de « soirées patriotiques », réunions, publicités, affiches et prospectus, les quelque 8 000 membres de la Ligue font une campagne remarquée pour une responsabilité sociale collective sur des questions telles que le développement de l’agriculture (pour atteindre l’auto-suffisance, d’où le Plan Wahlen), la protection de la famille, la prévoyance pour les personnes âgées et la création d'emplois. Leur programme inclut aussi l'instauration d'une démocratie plus autoritaire, une organisation corporative de l'économie et une révision du système politique.
La Ligue adopte une structure fédérale, regroupant les équipes locales et dirigé par un « directoire » chargé de la coordination des initiatives des groupes locaux.

### Évolution après-guerre
En 1951, les activités se concentrent sur le plan national. Les principaux problèmes de l'après-guerre sont abordés dans plus de 300 lettres ouvertes qui proposent des solutions face aux nouveaux défis de la société. La Ligue est dissoute en 1969. Le professeur Spoerri en assure la présidence jusqu’à la dissolution.

## Évaluation

### Influence
L’influence de la Ligue du Gothard en Suisse fut importante pendant les années de guerre. Denis de Rougemont écrivit que l’impact de la Ligue sur le moral des Suisses était sensible après seulement un mois de campagne : elle avait selon lui provoqué « un choc salutaire sur l’opinion publique suisse, rendu confiance à de nombreux citoyens, fait naître un grand espoir et dissipé certaines brumes de défaitisme »
La Ligue du Gothard aida aussi les militaires qui avaient été profondément troublés par le discours radiodiffusé du président Pilet-Golaz le 25 juin et qui envisageaient un coup d'État, à rester dans les limites de la légalité. L’un d’entre eux, le capitaine Alfred Ernst, fit même don de 50.000 francs suisses (un héritage) à la Ligue du Gothard, afin que le message de la Résistance puisse être porté au pays par la Ligue plutôt que par de jeunes officiers révoltés, mais à la condition expresse qu’une action concrète soit entreprise immédiatement.

### Critique
La tentative de la Ligue du Gothard d’unir des personnalités provenant d’horizons très divers dans une sorte d’union des contraires (catholiques et protestants, francophones et germanophones, gauche et droite politiques, …) posa question dans de nombreux secteurs de la société suisse et les critiques, parfois très vives, ne se firent pas attendre. Dans une lettre datée du 6 août 1940, Denis de Rougemont mentionne « les 200 articles écrits contre nous », ajoutant : « nous sommes accusés avec assurance d’être nazis, marxistes, catholiques, oxfordiens, une filiale de Duttweiler et de l’Éléphant, utopistes, combinards, etc. ».
En 2001, l’historien suisse Michel Perdrizat déclarait que la Ligue du Gothard avait conduit une politique ambigüe en essayant de combiner l’esprit de résistance avec une rénovation politique de la Suisse allant dans le sens d’un État conservateur et antidémocratique ; il considérait les leaders de la Ligue du Gothard comme naïfs.
En 2009, l’historien Daniel Bourgeois a quant à lui signalé qu’il est difficile de juger a posteriori. La forte popularité en Suisse romande du Maréchal Pétain peut expliquer la résurgence de thèmes ou d’idées proches de la Révolution nationale française dans les idées ou les formulations de la Ligue du Gothard, tout comme dans de nombreux autres mouvements de l’époque ; c’est ainsi qu’au même moment, le Général de Gaulle substituait la devise « Honneur et Patrie » à la devise républicaine française « Liberté, Égalité, Fraternité » ou que le héros de la Résistance Henri Frenay entretenait « une tragique illusion pétainiste » dans les débuts de l’occupation.

## Le manifeste "Qu'est-ce que la Ligue du Gothard?"
Ce manifeste d'une dizaine de pages, rédigé par l'écrivain suisse Denis de Rougemont en 1940, expose les principes d'action et le programme du mouvement, prônant la défense « à tout prix » de l'indépendance nationale de la Suisse, la nécessité d'une collaboration de toutes les forces vivantes du pays devant le péril extérieur. Il y précise que la Ligue est constituée par des équipes locales réunies en une fédération, laquelle est chapeautée par un directoire chargé de coordonner les initiatives et l'action des groupes particuliers. Il indique également que les moyens de la Ligue du Gothard sont la manifestation par l'intervention personnelle de ses membres dans la vie publique, l'appel en faveur d'une défense nationale autour du bastion du massif du Saint-Gothard, la collecte de renseignements et d'études utiles à l'évaluation de la situation et à la mise en place de réformes économiques, politiques et institutionnelles, et enfin la « lutte contre le défaitisme et la propagande mensongère ».